# هيثر ميتشيل
هيثر ميتشيل (بالإنجليزية: Heather Mitchell)‏ (و. 1958 – م) هي ممثلة، من أستراليا، ولدت في أستراليا.

## التعليم
تعلمت في المعهد الوطني للفنون المسرحية، وجامعة نيو ساوث ويلز.

## جوائز
حصلت على جوائز منها:
- لفافة الشرف النسائية الفيكتورية [الإنجليزية]‏.

## وصلات خارجية
- هيثر ميتشيل على موقع IMDb (الإنجليزية)
- هيثر ميتشيل على موقع ألو سيني (الفرنسية)
- هيثر ميتشيل على موقع أول موفي (الإنجليزية)
- هيثر ميتشيل على موقع قاعدة بيانات الأفلام السويدية (السويدية)
- هيثر ميتشيل على موقع قاعدة بيانات الفيلم (الإنجليزية)
- هيثر ميتشيل على موقع كينوبويسك (الروسية)